# Лопатин, Александр Александрович
Александр Александрович Лопатин (9 июня 1928 год, д. Николаевка, Камышловский район Уральская область — 11 января 2010 года) — первый мастер спорта СССР на Урале по греко-римской борьбе. Судья всесоюзной категории по классической борьбе, председатель Нижнетагильской городской федерации по греко-римской борьбе. Почётный гражданин города Нижний Тагил.

## Биография
Родился 9 июня 1928 года в деревне Николаевка Камышловского района Уральской области. В возрасте 14 лет стал работать на военном заводе Свердловска. В 18 лет стал заниматься классической борьбой у тренера Ивана Владимировича Лебедева. В 1948 году выполнил норматив третьего разряда. В середине 1940-х годов организовал первую областную секцию классической борьбы. Работал тренером в спортивном клубе армии Уральского военного округа. Два раза получал благодарность от маршала Георгия Константиновича Жукова «За службу Отечеству» в 1952 году.
В 1952 году участвовал в схватке с заслуженным мастером спорта В. Сташкевичем на первенстве РСФСР и эту схватку признали лучшей схваткой всего первенства. В 1953 году стал вторым на первенстве РСФСР и шестым на первенстве СССР. В 1954 году занял третье место на первенстве РСФСР и 9 место на первенстве СССР. В 1956 году защитил звание «Мастера спорта СССР» как борец классического стиля. Выпускник Свердловского техникума физической культуры. Девять раз становился чемпионом города Свердловска и 5 раз победителем Уральской зоны РСФСР. В 1957 году стал работать тренером в Нижнем Тагиле. Прошел заочное обучение в Омском институте физической культуры. Работал в тресте «Тагилстрой». Был главной городской федерации классической борьбы и тренером сборных команд Свердловской области. В период с 1993 года по 1998 год был тренером в ДЮСШ № 3. Был членом Свердловского областного Совета союза спортивных обществ и организаций.
10 августа 1998 года Постановлением № 394 Главы города Нижний Тагил Свердловской области Александру Александровичу Лопатину было присвоено звание «Почётного гражданина города Нижний Тагил».
Среди его учеников — спортсмен Юрий Егорович Вересков.
Автор книги «Четыре четверти судьбы».
В Нижнем Тагиле проводится Всероссийский юношеский турнир по греко-римской борьбе на призы А. А. Лопатина.
В 2010 году специализированной детско-юношеской спортивной школе олимпийского резерва № 3 Нижнего Тагила было присвоено имя Александра Александровича Лопатина.
Умер 11 января 2010 года в Нижнем Тагиле. Похоронен на Центральном кладбище Нижнего Тагила.